# Emilio Satriano

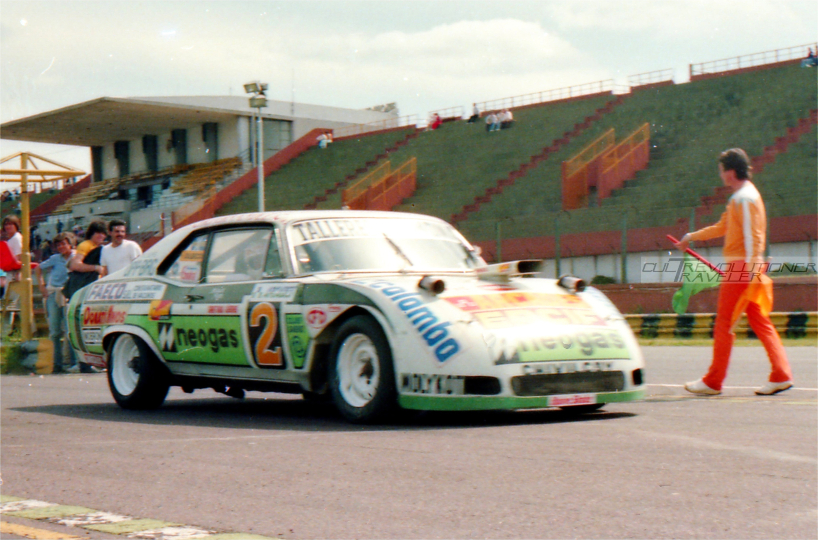
Emilio Satriano im Chevrolet Chevy 1986

Emilio Satriano Salvador (* 28. Juni 1952 in Chivilcoy, Provinz Buenos Aires) ist ein ehemaliger argentinischer Rennfahrer.

## Karriere
Salvador war maßgeblich an der Entwicklung der Rennwagenserie des Chevrolet Chevy in Argentinien beteiligt. Nach anfänglichen nationalen Erfolgen mit fünf Titeln auf Fiat beim Campeonato Argentino de Turismo Nacional gab er sein Debüt 1980 in der Turismo-Carretera-Serie  mit einem Chevrolet Chevy und wurde 1990 Weltmeister in der Turismo-Carretera-Kategorie. In den Jahren 1980 bis 1994 fuhr er 206 Rennen für Chevrolet.
Sein letztes Rennen fuhr er im Jahre 2000. Er betreute danach die Renneinsätze des Rennwagens Chevrolet Elaion in der TC 2000 Serie von Sebastián Porto.

## Statistik

### Karrierestationen
- 1980–1984: Turismo Carretera (Chevrolet Chevy)
- 1985: Subcampeón Turismo Carretera (Chevrolet Chevy)
- 1986–1989: Turismo Carretera (Chevrolet Chevy)
- 1990: Campeón Turismo Carretera (Chevrolet Chevy)
- 1991–1997: Turismo Carretera (Chevrolet Chevy)
- 1998: Subcampeón Turismo Carretera (Chevrolet Chevy)
- 1999: Turismo Carretera (Chevrolet Chevy) und Top Race (Mercedes-Benz Clase C)
- 2000: Turismo Carretera (Chevrolet Chevy) und Top Race (Mercedes-Benz Clase C)